# 1. Bundesliga 1966-67
La Fußball-Bundesliga 1966/67 fue la cuarta temporada de la Bundesliga, liga de fútbol de primer nivel de Alemania Federal. Comenzó el 20 de agosto de 1966 y finalizó el 3 de junio de 1967.

## Equipos participantes
| Equipo                   | Ciudad             | Estadio                          | Capacidad |
| ------------------------ | ------------------ | -------------------------------- | --------- |
| Bayern de Múnich         | Múnich             | Stadion an der Grünwalder Straße | 44.300    |
| Borussia Dortmund        | Dortmund           | Rote Erde                        | 30.000    |
| Borussia Mönchengladbach | Mönchengladbach    | Bökelbergstadion                 | 34.500    |
| FC Colonia               | Colonia            | Müngersdorfer Stadion            | 76.000    |
| Eintracht Braunschweig   | Braunschweig       | Eintracht-Stadion                | 38.000    |
| Eintracht Frankfurt      | Frankfurt del Main | Waldstadion                      | 87.000    |
| Fortuna Düsseldorf       | Düsseldorf         | Flinger Broich                   | 28.000    |
| Hamburgo SV              | Hamburgo           | Volksparkstadion                 | 80.000    |
| Hannover 96              | Hannover           | Niedersachsenstadion             | 86.000    |
| 1. FC Kaiserslautern     | Kaiserslautern     | Stadion Betzenberg               | 42.000    |
| Karlsruher SC            | Karlsruhe          | Wildparkstadion                  | 50.000    |
| Meidericher SV           | Duisburgo          | Wedaustadion                     | 38.500    |
| TSV 1860 Múnich          | Múnich             | Stadion an der Grünwalder Straße | 44.300    |
| 1. FC Núremberg          | Núremberg          | Städtisches Stadion              | 64.238    |
| Rot-Weiss Essen          | Essen              | Georg-Melches-Stadion            | 40.000    |
| FC Schalke 04            | Gelsenkirchen      | Glückauf-Kampfbahn               | 35.000    |
| VfB Stuttgart            | Stuttgart          | Neckarstadion                    | 53.000    |
| Werder Bremen            | Bremen             | Weserstadion                     | 32.000    |

### Relevos
| Pos  | Descendidos de 1. Bundesliga |
| ---- | ---------------------------- |
| 17.º | Borussia Neunkirchen         |
| 18.º | SC Tasmania 1900 Berlín      |

| Pos      | Ascendidos de Regionalliga |
| -------- | -------------------------- |
| 1.º West | Fortuna Düsseldorf         |
| 2.º West | Rot-Weiss Essen            |

## Tabla de posiciones
| Pos. | Equipo                     | Pts. | PJ | G  | E  | P  | GF | GC | Dif. | Clasificación                                                    |
| ---- | -------------------------- | ---- | -- | -- | -- | -- | -- | -- | ---- | ---------------------------------------------------------------- |
| 1    | Eintracht Braunschweig (C) | 43   | 34 | 17 | 9  | 8  | 49 | 27 | +22  | Clasificado a la primera ronda de la Copa de Campeones de Europa |
| 2    | TSV 1860 Múnich            | 41   | 34 | 17 | 7  | 10 | 60 | 47 | +13  | Clasificado a la primera ronda de la Copa de Ferias              |
| 3    | Borussia Dortmund          | 39   | 34 | 15 | 9  | 10 | 70 | 41 | +29  |                                                                  |
| 4    | Eintracht Frankfurt        | 39   | 34 | 15 | 9  | 10 | 66 | 49 | +17  | Clasificado a la primera ronda de la Copa de Ferias              |
| 5    | 1. FC Kaiserslautern       | 38   | 34 | 13 | 12 | 9  | 43 | 42 | +1   |                                                                  |
| 6    | Bayern de Múnich           | 37   | 34 | 16 | 5  | 13 | 62 | 47 | +15  | Clasificado a la primera ronda de la Recopa de Europa            |
| 7    | FC Colonia                 | 37   | 34 | 14 | 9  | 11 | 48 | 48 | 0    | Clasificado a la primera ronda de la Copa de Ferias              |
| 8    | Borussia Mönchengladbach   | 34   | 34 | 12 | 10 | 12 | 70 | 49 | +21  |                                                                  |
| 9    | Hannover 96                | 34   | 34 | 13 | 8  | 13 | 40 | 46 | −6   | Clasificado a la primera ronda de la Copa de Ferias              |
| 10   | 1. FC Núremberg            | 34   | 34 | 12 | 10 | 12 | 43 | 50 | −7   |                                                                  |
| 11   | Meidericher SV             | 33   | 34 | 10 | 13 | 11 | 40 | 42 | −2   |                                                                  |
| 12   | VfB Stuttgart              | 33   | 34 | 10 | 13 | 11 | 48 | 54 | −6   |                                                                  |
| 13   | Karlsruher SC              | 31   | 34 | 11 | 9  | 14 | 54 | 62 | −8   |                                                                  |
| 14   | Hamburgo SV                | 30   | 34 | 10 | 10 | 14 | 37 | 53 | −16  | Clasificado a la primera ronda de la Recopa de Europa            |
| 15   | FC Schalke 04              | 30   | 34 | 12 | 6  | 16 | 37 | 63 | −26  |                                                                  |
| 16   | Werder Bremen              | 29   | 34 | 10 | 9  | 15 | 49 | 56 | −7   |                                                                  |
| 17   | Fortuna Düsseldorf (D)     | 25   | 34 | 9  | 7  | 18 | 44 | 66 | −22  | Descenso a la Regionalliga                                       |
| 18   | Rot-Weiss Essen (D)        | 25   | 34 | 6  | 13 | 15 | 35 | 53 | −18  | Descenso a la Regionalliga                                       |

 Fuente: BDFutbol
Notas:
1. 1 2  El Bayern de Múnich se clasificó a la Recopa de Europa como vigente campeón de la competición, como el equipo también fue ganador de la Copa de Alemania, la plaza correspondiente al país fue otorgada al subcampeón, el Hamburgo SV.

| Bandera de Alemania                      |
| Campeón Eintracht Braunschweig 1° título |

## Resultados
| Local \ Visitante        | BAY | BOD | BOM | COL | EBR | EFR | FOR | HAM | HAN | KAI | KAR | MEI | NUR | ROT | SCH  | STU | TSV | WER |
| ------------------------ | --- | --- | --- | --- | --- | --- | --- | --- | --- | --- | --- | --- | --- | --- | ---- | --- | --- | --- |
| Bayern de Múnich         | —   | 1–0 | 4–3 | 2–0 | 2–0 | 1–2 | 1–2 | 3–1 | 0–0 | 5–0 | 2–2 | 2–1 | 0–1 | 4–1 | 5–0  | 1–1 | 3–0 | 1–0 |
| Borussia Dortmund        | 4–0 | —   | 3–2 | 6–1 | 0–0 | 3–1 | 1–2 | 7–0 | 3–0 | 2–1 | 2–1 | 4–1 | 0–1 | 0–0 | 6–2  | 1–1 | 1–1 | 2–0 |
| Borussia Mönchengladbach | 1–2 | 4–0 | —   | 3–0 | 0–0 | 0–0 | 3–1 | 4–2 | 2–0 | 1–1 | 3–1 | 3–3 | 2–0 | 4–3 | 11–0 | 1–2 | 2–3 | 1–1 |
| FC Colonia               | 2–4 | 1–1 | 1–2 | —   | 1–0 | 1–4 | 2–0 | 0–0 | 1–1 | 2–1 | 2–2 | 1–1 | 2–0 | 2–1 | 2–1  | 3–1 | 2–0 | 4–1 |
| Eintracht Braunschweig   | 5–2 | 3–1 | 2–1 | 1–0 | —   | 3–0 | 4–0 | 2–0 | 0–1 | 2–0 | 4–1 | 0–0 | 4–1 | 0–0 | 1–0  | 1–1 | 1–0 | 2–0 |
| Eintracht Frankfurt      | 2–1 | 3–3 | 1–0 | 4–0 | 0–1 | —   | 3–0 | 1–3 | 3–3 | 1–1 | 5–1 | 1–0 | 1–4 | 5–0 | 4–2  | 4–0 | 3–3 | 4–1 |
| Fortuna Düsseldorf       | 0–0 | 0–5 | 2–2 | 1–3 | 1–1 | 2–4 | —   | 2–2 | 1–0 | 3–1 | 1–0 | 1–5 | 2–2 | 2–0 | 3–1  | 3–3 | 0–1 | 0–1 |
| Hamburgo SV              | 3–1 | 1–1 | 2–0 | 1–3 | 1–0 | 0–2 | 2–1 | —   | 2–1 | 1–0 | 1–0 | 0–0 | 0–1 | 1–1 | 1–1  | 1–1 | 3–2 | 1–1 |
| Hannover 96              | 2–1 | 2–0 | 1–1 | 0–1 | 4–2 | 2–1 | 0–2 | 1–0 | —   | 2–1 | 3–1 | 3–0 | 2–0 | 1–0 | 1–2  | 2–2 | 2–2 | 2–1 |
| 1. FC Kaiserslautern     | 1–0 | 1–1 | 1–0 | 0–0 | 2–0 | 1–1 | 2–1 | 2–1 | 1–0 | —   | 3–1 | 0–0 | 1–1 | 5–2 | 1–0  | 3–3 | 0–3 | 2–0 |
| Karlsruher SC            | 1–6 | 2–0 | 3–3 | 1–1 | 3–0 | 3–2 | 3–2 | 1–1 | 0–0 | 2–2 | —   | 3–0 | 0–1 | 0–1 | 1–0  | 4–1 | 3–1 | 4–4 |
| Meidericher SV           | 0–0 | 1–5 | 1–3 | 1–0 | 0–0 | 0–0 | 1–1 | 2–1 | 3–0 | 1–1 | 0–1 | —   | 2–0 | 2–0 | 3–0  | 0–0 | 1–2 | 1–0 |
| 1. FC Núremberg          | 0–1 | 2–0 | 1–0 | 1–1 | 0–4 | 0–1 | 4–2 | 1–0 | 1–1 | 1–2 | 2–2 | 3–1 | —   | 1–1 | 0–4  | 3–3 | 2–2 | 2–1 |
| Rot-Weiss Essen          | 3–1 | 1–1 | 2–1 | 1–3 | 0–0 | 1–1 | 0–4 | 1–1 | 3–0 | 1–1 | 3–1 | 0–1 | 1–1 | —   | 4–1  | 1–3 | 2–2 | 0–1 |
| FC Schalke 04            | 2–1 | 1–4 | 0–0 | 1–0 | 0–0 | 1–1 | 2–1 | 2–0 | 2–1 | 0–3 | 1–3 | 2–1 | 1–0 | 1–1 | —    | 2–0 | 1–0 | 0–1 |
| VfB Stuttgart            | 2–4 | 1–0 | 0–2 | 2–2 | 1–2 | 3–0 | 3–1 | 1–3 | 1–2 | 0–1 | 2–0 | 1–3 | 1–0 | 1–0 | 1–1  | —   | 2–0 | 1–1 |
| TSV 1860 Múnich          | 1–0 | 1–2 | 4–3 | 2–1 | 2–1 | 2–1 | 3–0 | 2–0 | 3–0 | 3–0 | 3–0 | 3–3 | 1–2 | 1–0 | 0–2  | 1–1 | —   | 2–1 |
| Werder Bremen            | 4–1 | 2–1 | 2–2 | 1–3 | 2–3 | 3–0 | 1–0 | 5–1 | 3–0 | 1–1 | 0–3 | 1–1 | 4–4 | 0–0 | 2–1  | 1–2 | 2–4 | —   |

## Goleadores
| Pos. | Jugador          | Equipo                   | Goles |
| ---- | ---------------- | ------------------------ | ----- |
| 1    | Lothar Emmerich  | Borussia Dortmund        | 28    |
| 1    | Gerd Müller      | Bayern Múnich            | 28    |
| 3    | Herbert Laumen   | Borussia Mönchengladbach | 18    |
| 4    | Christian Müller | Karlsruher               | 17    |
| 5    | Bernd Rupp       | Borussia Mönchengladbach | 16    |